# Martín Delgado
Martín Ignacio Delgado (José C. Paz, Provincia de Buenos Aires, Argentina, 26 de abril de 1993) es un futbolista argentino. Juega como delantero y su actual equipo es J. J. Urquiza de la Primera B Metropolitana.

## Trayectoria

### Ferro
Se incorpora a las divisiones inferiores de Ferro con edad de cuarta división.
El 1 de julio de 2014 firma su primer contrato como profesional.

### J. J. Urquiza
En agosto del año 2014 se cierra su traspaso a  J. J. Urquiza  por 18 meses a préstamo desde Ferro, club dueño de su pase, se fue junto con el Enganche Franco Aragón.

### Ferro
En enero del año 2016 tras su paso por  J. J. Urquiza  integra el plantel profesional que realiza la pretemporada y empieza a formar parte del equipo que disputa el torneo de reserva.

## Clubes
| Club          | País      | Año       |
| ------------- | --------- | --------- |
| Ferro         | Argentina | 2013-2014 |
| J. J. Urquiza | Argentina | 2014-2015 |
| Ferro         | Argentina | 2016      |
| J. J. Urquiza | Argentina | 2016-?    |

### Estadísticas
- Actualizado hasta el 2 de mayo de 2016

| Ferro Argentina |                     |                     |    |   |   |   |   |   |   |   |    |    |   |   |
| 2.ª | 2013-14             | 0                   | 0  | 0 | 0 | 0 | 0 | — | — | — | 0  | 0  | 0 |   |
| Total | Total               | 0                   | 0  | 0 | 0 | 0 | 0 | 0 | 0 | 0 | 0  | 0  | 0 |   |
| J. J. Urquiza Argentina |                     |                     |    |   |   |   |   |   |   |   |    |    |   |   |
| 4.ª | 2014-15             | 31                  | 4  | 0 | 1 | 0 | 0 | — | — | — | 32 | 4  | 0 |   |
| 4.ª | 2015                | 10                  | 1  | 0 | 0 | 0 | 0 | — | — | — | 10 | 1  | 0 |   |
| Total | Total               | 41                  | 5  | 0 | 1 | 0 | 0 | 0 | 0 | 0 | 42 | 5  | 0 |   |
| Ferro Argentina |                     |                     |    |   |   |   |   |   |   |   |    |    |   |   |
| 2.ª | 2016                | 2                   | 0  | 0 | 0 | 0 | 0 | — | — | — | 2  | 0  | 0 |   |
| Total | Total               | 2                   | 0  | 0 | 0 | 0 | 0 | 0 | 0 | 0 | 2  | 0  | 0 |   |
| Total en su carrera | Total en su carrera | Total en su carrera | 43 | 5 | 0 | 1 | 0 | 0 | 0 | 0 | 0  | 44 | 5 | 0 |
| (1) La copa nacional se refiere a la Copa Argentina y Supercopa Argentina . (2) La copa internacional se refiere a la Copa Sudamericana, Recopa Sudamericana, Copa Libertadores y Copa Suruga Bank. (3) Promedio de goles recibidos por partidos no incluye goles recibidos en partidos amistosos. |                     |                     |    |   |   |   |   |   |   |   |    |    |   |   |